# おっちゃんVSギャル
『おっちゃんVSギャル』（おっちゃんブイエスギャル）は、1986年5月6日から2000年3月まで朝日放送（ABCテレビ）の『ナイトinナイト』火曜枠で放送されたクイズ番組（放送当時は『ナイトinナイト』が番組名で、『おっちゃんVSギャル』は企画名扱い）である。放送時間は、毎週火曜日23:25 - 翌0:25→23:27 - 翌0:27（JST）。

## 概要
司会は落語家の桂三枝（現・6代目桂文枝）、アシスタントは初代が岡野久子（岡野均の妻）、2代目が春藤睦、3代目がそれまで解答者だったタレントの遥洋子、4代目が当時・ABCアナウンサーの高野直子が番組終了まで務め、解説者（ワードプロフェッサー）を亀井肇が務めた（後に門上武司に交代）。
中年男性芸能人・文化人・弁護士などの「おっちゃん」チームと、若手女性タレントの「ギャル」チームに分かれ、おじさん世代しか知らないことや若者たちしか知らない流行などを答えるクイズ番組だった。
2000年3月をもって14年の放送を終了したが、この放送期間は『ナイトinナイト』枠で放送された番組としては2番目に長い記録である。

## 主な解答者
| おっちゃんチーム - 香川登志緒（メダリン） - パネラー中唯一、パーフェクトを達成。 - 笑福亭松之助（マッピー） - 福井敏雄（ジェンシェン） - 佐川満男 - 宮川大助 - 浜村淳 - 桂ざこば - 高島忠夫 - 入川保則 - レツゴー正児 - 逢坂じゅん - 里見まさと - 谷五郎 - 三瀬顕 ほか | ギャルチーム - 遥洋子 - 非常階段シルク - 非常階段ミヤコ - 麻生みどり - 羽野晶紀 - 尾崎小百合 - 内東佳世乃 - 堀みやこ - 亀山房代 - メンバメイコボルスミ11・ココ - トゥナイトなるみ - トゥナイトしずか - 八木小織 - 河島あみる - 大森玲子 - 海原やすよ・ともこ - 西川かの子 - 片山淳子 - YURIMARI - 小高紀子 - 藤田佳子（ギャルニュース） ほか |

## スタッフ
- 構成：青木一郎、清水良一、近藤悦子
- ディレクター：山村啓介→岩城正良→？
- プロデューサー：森茂→伊東龍平→山村啓介→岩城正良
- 協力：大阪東通
- 制作著作：ABC